# Püdnai csata
A püdnai csata a harmadik római–makedón háború döntő csatája, melyben a rómaiak i. e. 168-ban vereséget mértek a hellenisztikus Makedóniára. Az ütközet a két birodalom hadseregének alapvető szervezeti egységei, a makedón phalanx és a római légió közti erőviszonyok átrendeződését jelezte. A csata következtében a Földközi-tenger nyugati medencéjét már meghódító Római Birodalom megkezdte terjeszkedését a keleti medencében is, a Makedón Királyság pedig római fennhatóság alá került.

## Előzmények

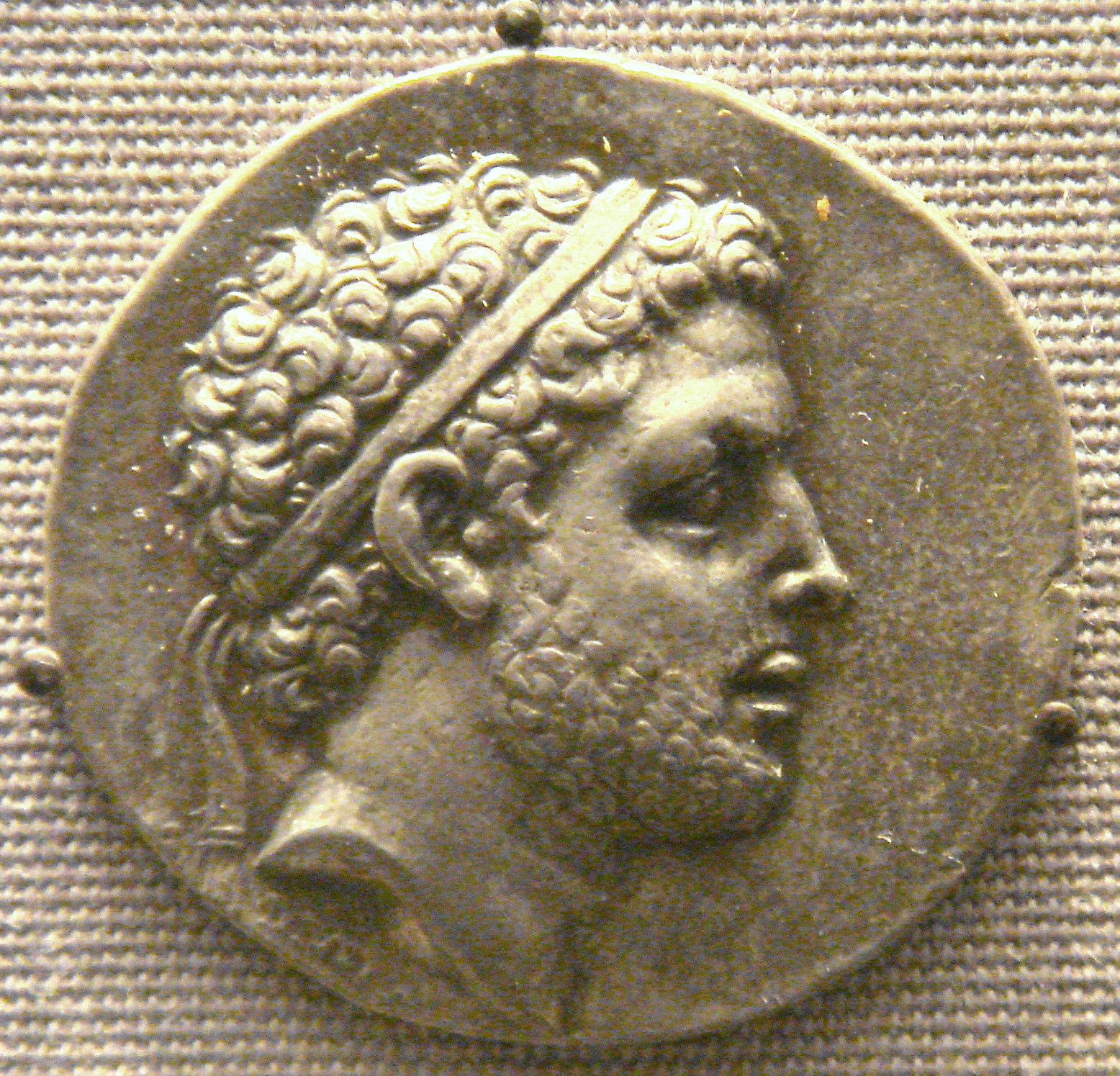
Perszeusz makedón király

Az i. e. 3. században a hellenisztikus államok közül a Balkán-félszigeten az Antigonida-dinasztia által uralt Makedónia emelkedett ki. Királya, V. Philipposz a második pun háború alatt Karthágó szövetségeseként konfliktusba keveredett Rómával, mivel a köztársaság már ekkor megkezdte a balkáni területeken pozíciói kiépítését. Az első makedón háborúban Róma és Makedónia még felosztotta egymás között Illíria déli területeit. A punok legyőzése után Makedónia és a Szeleukida Birodalom szövetsége viszont már nagy fenyegetést jelentett Róma keleti szövetségesei (aitól liga, Athén, Pergamon) számára, így az emiatt kirobbanó második makedón háborúban a rómaiak keményebb feltételeket szabtak: Makedónia flottáját leszerelték, hadseregét pedig 5000 főben korlátozták és hatalmas hadisarcot kellett fizetnie. V. Philipposz ezután nem került nyílt konfliktusba Rómával, ám pénzügyi reformjaival, erődök építésével és befolyása trákiai és thesszáliai területekre való kiterjesztésével újra a térség meghatározó államává tette Makedóniát.
I. e. 179-ben V. Philipposz kisebbik fia, Perszeusz került trónra, aki az előző évben meggyilkolt bátyjával, Démétriosszal ellentétben a Róma-ellenes politikát képviselte. Apja gazdaság- és külpolitikáját folytatva egy Róma-ellenes szövetséget készített elő. A háború kitöréséhez az vezetett, hogy Delphoiban merényletet követett el a Rómából hazatérő, ott makedón-ellenes szövetséget kiépítő ellenfele, II. Eumenész pergamoni király ellen.
Így i. e. 172-ben kitört a harmadik makedón háború, mely kezdetben a rómaiaknak nem sok sikert hozott. A fordulat i. e. 168-as évben következett be, amikor a sereg élére Lucius Aemilius Paullus consul került. Erősítésül friss egységeket is hozott magával, legnagyobb újítása azonban az volt, hogy ahelyett, hogy parancsait előre közölte volna alvezéreivel, létrehozott egy parancsnoki láncot, mely segítségével csata közben is tudott üzeneteket juttatni a csapatokhoz, így azok számára rugalmasabbá vált a helyváltoztatás.
Paullus legyőzte Perszeusz fő szövetségesét, Genthiosz illír királyt, majd csapatait Makedónia ellen vezette.  Kisebb egységeknek a makedón hegyi erődök elleni támadást parancsolta meg, így a makedónok attól tarthattak, hogy a római hadvezér itt akar áttörni. Egy másik kisebb csapatot Hérakleia ellen indított, így a makedónok azt feltételezték, hogy fel akarja dúlni a partvidéki területeket. Egy váratlan éjszakai támadással a rómaiak bevették a petrai szorost, majd Dion városát, így Paullus főserege harc nélkül tudott a makedón erődök vonala mögé kerülni. A visszavonuló Perszeusz Püdna mellett vállalta a rómaiakkal való összecsapást.

## A csata

### A szemben álló felek

#### A makedón phalanx

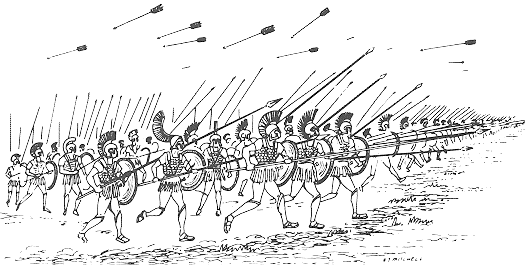
A makedón phalanx

A makedón sereg a csatában 38 000 gyalogosból állt, közülük 21 000-en alkották a phalanxot, a többiek kiegészítő feladatokat láttak el. A sereg lovassága 4000 főből állt.
A phalanx II. Philipposz és Nagy Sándor hadjáratai során vált a leghatékonyabb katonai egységgé. A hosszú, akár 4-6 méteres lándzsákkal (szarisza) felszerelt nehézfegyverzetű gyalogosokból álló alakulatok harcai döntötték el a hellenisztikus kor csatáit. Mivel a lándzsa súlya miatt meghajlott, hegye pedig beremegett, komoly szakértelmet kívánt a használata. A nagy súly miatt a katonák csak kisebb pajzzsal (hoplon) voltak felszerelve, melyet bal kezükre szíjazva viseltek. A makedón phalanx mélysége 16 sor volt, az elöl álló katonák előrenyújtották lándzsájukat, a középen és hátul lévők pedig a levegőbe emelték, mley a becsapódó dárdák, nyilak ellen is védelmet nyújthatott. Ha egy elöl harcoló katona elesett, a háta mögül társa a helyére lépett. A katonák közelharcra nem voltak kiképezve és csak rövid tőrük volt alkalmas a kézitusára.
Az egység bármilyen támadó alakulat, akár nehézlovasság becsapódásának erejét is el tudta nyelni, ellenséges phalanxszal megütközve annak visszaszorításával tudta a sorok egységét megbontani. Gyenge pontját a sorok szélén található egységek jelentették, mert ha ezeket oldalról támadták, hatalmas lándzsáikkal csak lassan tudtak az ellenféllel szembefordulni és így soraik egysége is megbomlott. Az phalanx oldalait ezért könnyűgyalogosok védték. Hatékony lehetett a phalanx sorai közé oldalról bejutó ellenség, mely közelharcban szintén meg tudta törni a katonák összetartását. Sík terepen egy phalanxot csak egy nála erősebb másik phalanx győzhette le, nehéz terepen azonban könnyen megbomlott az alakzat, így az egység sebezhetővé vált.

#### A római légió

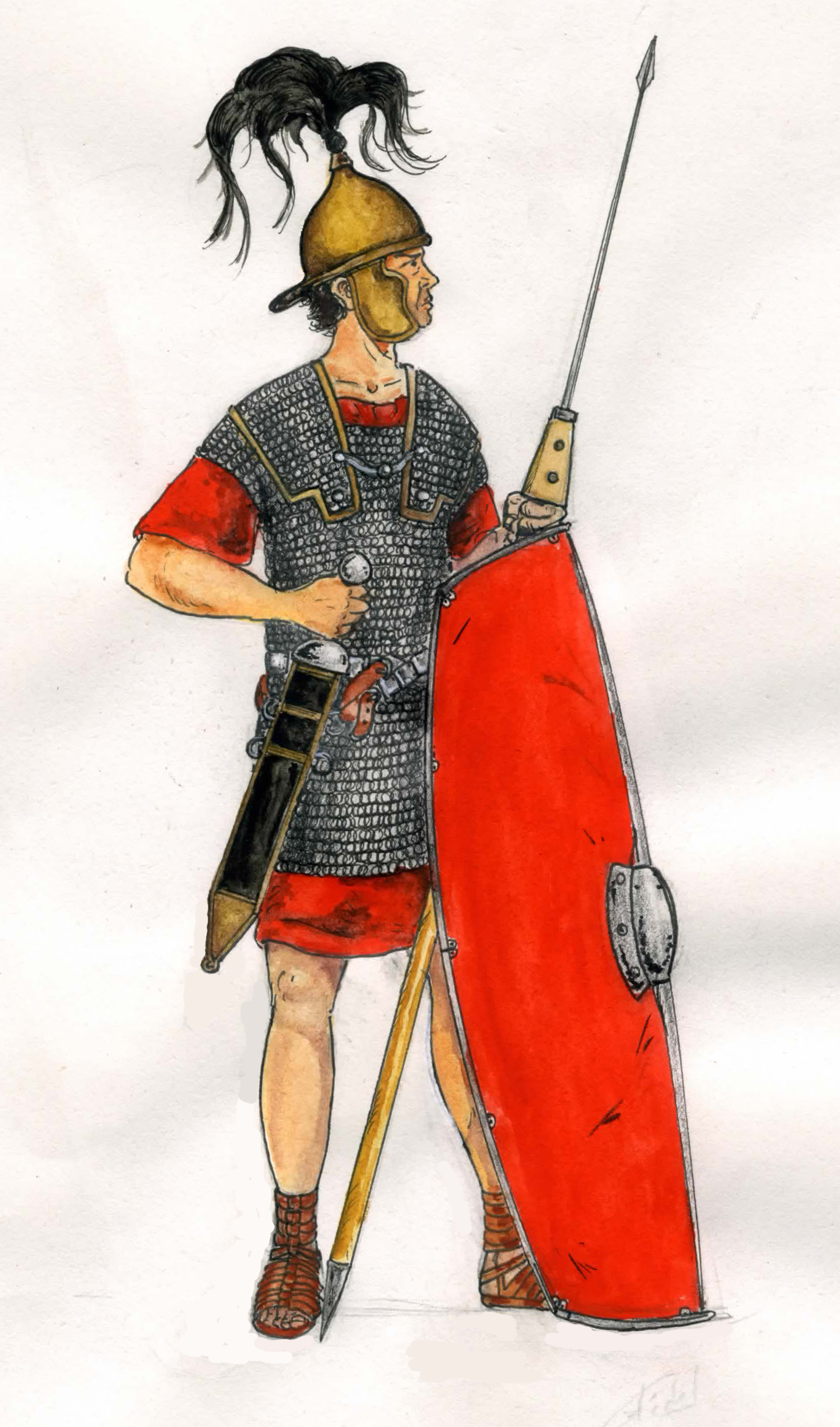
Római légió katonája

A római sereget két római és két, itáliai segédcsapatokból szervezett légió, valamint egyéb segédcsapatok (pl. numida lovasság) és 34 harci elefánt alkotta.
A római katonai egység, a légió kialakításában a phalanx hatásai is szerepet játszottak. A légió katonája rövid  karddal (gladius), hajítódárdával (pilum) és nagyobb, nehezebb, falapokból készült, vaspántokkal összekapcsolt pajzzsal (scutum) és rövid tőrrel volt felszerelve. Jó minőségű páncélzata azonban a szariszáknak nem tudott ellenállni. Bár hajítófegyverei okozhattak veszteséget a phalanx tagjai között, a római katona rövid kardja a 4-5 sorból előrenyújtott lándzsaerdővel szemben semmit sem ért. Ha a karddal vagy a pajzzsal sikerült is a lándzsát félreütni, a többi lándzsa hegye máris átütötte a katona vértezetét. A légió katonái közelharcra jobban ki voltak képezve, az egység pedig csata közben jóval könnyebben tudott a körülményekhez alkalmazkodni, hiszen könnyebben manőverezhető volt.

### A csata lefolyása

A csapatok elhelyezkedése

Mivel a római sereg a makedónokat üldözve, fáradtan érkezett meg Püdna mellé, Paullus  – bár csatarendbe állította katonáit – támadást még halogatta, mivel nem akarta seregét egy felkészült, pihent phalanxnak nekivezetni. Mivel a tűző napon álló katonák harci kedve lecsökkent és a makedónok sem támadtak, mindkét fél tábort vert. A rómaiakat egyik tisztjük figyelmeztette az éjszakai holdfogyatkozásra, az erről semmit sem tudó makedónok viszont baljós jelet láttak a jelenségben.
A két sereg táborát egy kis folyó választotta el. Mindkét fél katonái innen hordtak vizet a táborba, hallgatólagosan elfogadva a folyót fegyverszüneti határnak. Másnap, június 22-én reggel azonban egy elkószáló öszvér miatt kisebb csetepaté támadt a vízhordó katonák között, ami odáig fajult, hogy mindkét hadvezér megkezdte a csapatok harcrendbe állítását.
Paullus a makedón phalanx bal szárnya ellen vetette be harci elefántjait. Az állatok azonban kevés kárt tettek a makedón egységben, annak alakzatát nem tudták megbontani. A centrumban így a római légiók a phalanx lándzsarengetegével néztek szembe és nagy veszteségeket szenvedtek. Ha sikerült is egy-egy légiósnak élve átjutni a lándzsák között és a makedón sorok közé beférkőznie, azt a hátrébb állók egyszerűen hátralökték, majd megölték. A sikertelenséget látva a római hadvezérek elbizonytalanodtak. A szövetséges paelignus csapatok vezére, hogy katonái harci kedvét feltornázza, hadi jelvényeit bedobta a phalanx sorai közé. Elszánt emberei nagy veszteségek árán visszahozták azokat, ám a sorok egységét ezzel sem sikerült megtörniük.

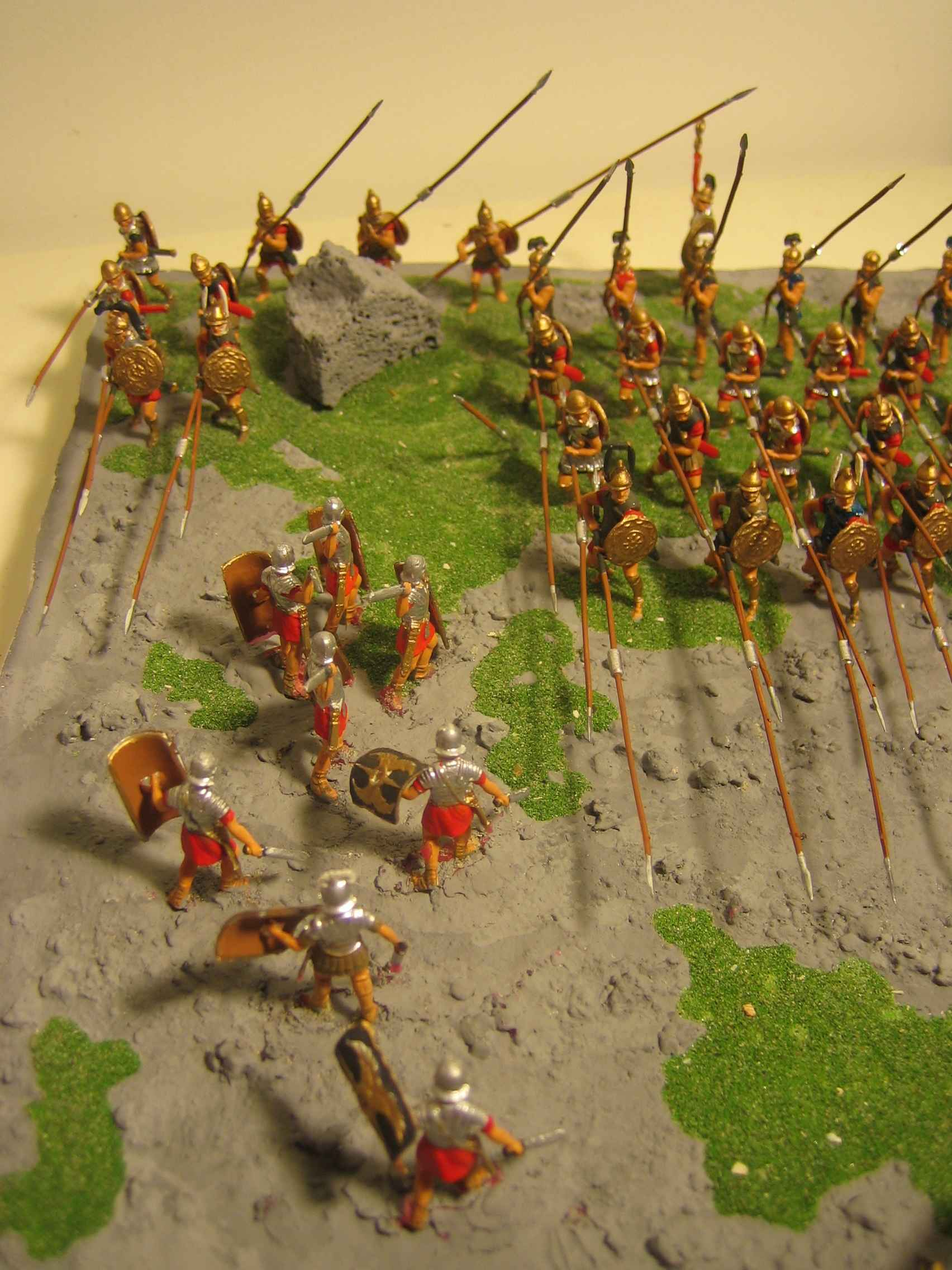
A csata diorámája

A makedónok előretörésének üteme azonban lassan megtört, mert a phalanx nem tudott könnyen átkelni az elesettek holttestein. A sorok egysége lassan megbomlott, mivel a különböző sebességgel haladó katonák nem tudtak újra összezárni. A palanxban támadt réseket próbálták meg a légió kisebb egységei, a manipulusok és a még kisebb centuriák betölteni, így ezeken a helyeken kegyetlen közelharc bontakozott ki. A csata jellege ettől teljesen megváltozott: már nem az szilárd harcrend és az előzetes taktika, hanem az egyes kisebb egységek közelharcban mutatott képességei voltak a meghatározók. Ebben a tekintetben a legionáriusok képzettsége és fegyverzete (a rövid gladius) is felülmúlta a makedónokét, Paullus pedig a helyzetet jól átlátva mindig a megfelelő helyekre irányította egységeit. Az óriási makedón szariszákat a közelharcban nem lehetett hatékonyan használni, a katonák rövid tőre pedig a római kardok ellen volt hatástalan. Miután eldobták lándzsáikat elveszett annak az esélye, hogy újra felvegyék az alakzatot. Közben az itáliai szövetségesek legyőzték a makedónok bal szárnyát, így a phalanxba ők is benyomultak oldalról. A makedónokat a rómaiak nagy pajzsukkal félrelökték, majd az utánuk jövő társaik kardjukkal halálos döfést vittek be az áldozatnak. Egy 3000 fős makedón egység ey ksiebb magaslatra húzódott vissza, ahonnan az utolsó emberig folytatták a reménytelen védekezést.
Perszeusznak nem voltak tartalékai, így alig egy órányi harc után a phalanx összeomlását a katonák menekülése követte. A lovasság és a király harc nélkül távozott a fővárosba, Pellába. A rómaiak a gyalogság üldözése közben kegyetlen mészárlást folytattak. Az üldözés során Paullus fiát, Scipio Aemilianust halottnak hitték, mert olyan sokáig kergette a makedónokat, ám később élve visszatért. Idősebb Cato fia, Marcus Portius Cato a csata hevében elvesztette kardját, majd embereivel elhatározta annak visszaszerzését. Végül egy halom makedón holttest alatt találta meg kedves fegyverét.

### Veszteségek
Római források szerint a makedónok vesztesége 25000 fő volt (halottak és foglyok együtt), míg ők mindössze 100 embert vesztettek.

## Következmények

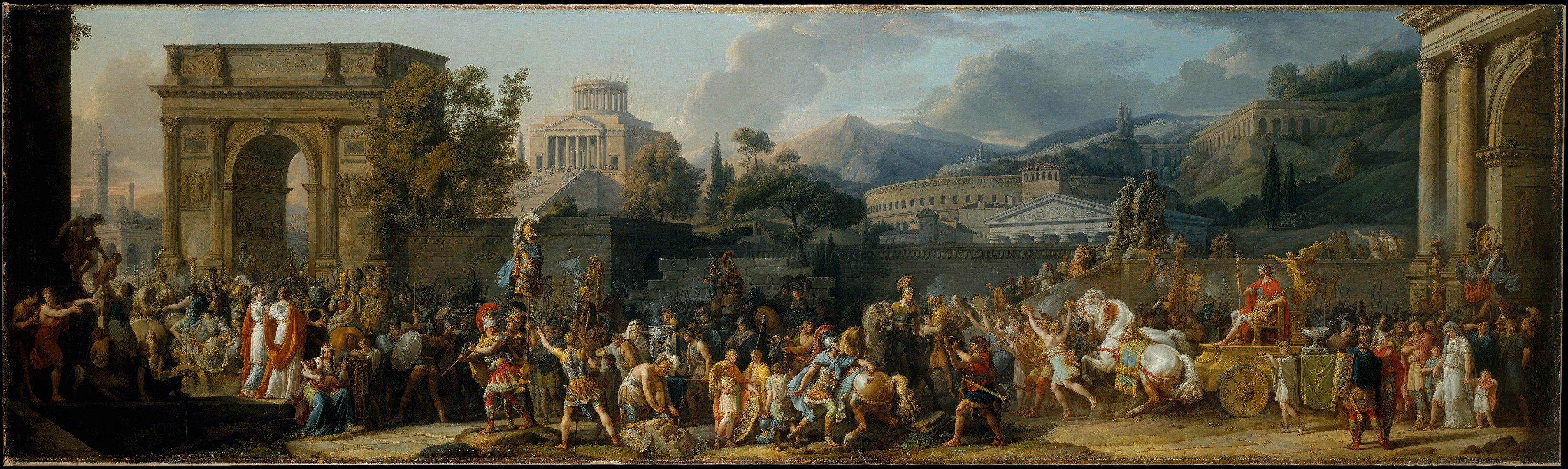
Paullus diadalmenete Carle Vermet 1789-es festményén

A csata után Perszeuszt Szamothraké szigetén elfogták a rómaiak, akinek részt kellett vennie Paullus – aki a Macedonicus melléknevet kapta – i. e. 167-ben tartott római diadalmenetén. A volt uralkodó Rómában halt meg. Makedóniát a rómaiak megszállták, előbb négy kisebb részre osztották, majd i. e. 148-ban a területből létrehozták Macedonia provinciát.